# Aldo Pinchera
Aldo Pinchera (Napoli, 4 agosto 1934 – Pisa, 11 ottobre 2012) è stato un medico ed endocrinologo italiano.
In Italia ha rappresentato un chiaro punto di riferimento per gli studi sulle malattie della tiroide.

## Biografia
Consegue la maturità classica presso il Collegio San Gabriele di Roma nel 1952. Si laurea con lode in medicina e chirurgia, nel 1958, presso l'Università "La Sapienza" di Roma e presso il medesimo ateneo si specializza, sempre con lode, in endocrinologia nel 1961.
Nel 1996 fonda e dirige fino al 2008 la prima scuola di specializzazione in endocrinologia e malattie del ricambio dell'Università di Pisa. Riconosciuto in tutto il mondo come eminenza nel campo della patologia tiroidea, coordina per conto dell'Unione europea gli studi sul carcinoma tiroideo infantile in seguito ai fatti di Černobyl'. È stato insignito dell'Ordine della Minerva dall'Università "Gabriele d'Annunzio".

## Onorificenze
In onore alla carriera dello scienziato, la European Thyroid Association, nel 2012, ha istituito un premio denominato "ETA Aldo Pinchera Lecture Prize".